# Ngoumé
Ngoumé est un village du Cameroun situé dans la région du Centre et le département du Mbam-et-Kim. Il fait partie de la commune de Ngambè-Tikar. 

## Population
En 1966, Ngoumé comptait 178 habitants, principalement des Tikar. Lors du recensement de 2005, la localité comptait 582 habitants.